# Parigi-Roubaix 1974
La Parigi-Roubaix 1974, settantaduesima edizione della corsa, fu disputata il 7 aprile 1974, per un percorso totale di 274 km. Fu vinta dal belga Roger De Vlaeminck, giunto al traguardo con il tempo di 7h17'26" alla media di 40,410 km/h davanti a Francesco Moser all'esordio in questa corsa, e Marc Demeyer.
Presero il via da Compiègne 176 ciclisti, 55 di essi tagliarono il traguardo a Roubaix.

## Ordine d'arrivo (Top 10)
| Pos. | Corridore           | Squadra     | Tempo   |
| ---- | ------------------- | ----------- | ------- |
| 1    | Roger De Vlaeminck  | Brooklyn    | 7h17'26 |
| 2    | Francesco Moser     | Filotex     | a 57"   |
| 3    | Marc Demeyer        | Carpenter   | a 1'24" |
| 4    | Eddy Merckx         | Molteni     | s.t.    |
| 5    | Eric Leman          | M.I.C.-Ludo | s.t.    |
| 6    | André Dierickx      | Carpenter   | s.t.    |
| 7    | Freddy Maertens     | Carpenter   | a 4'26" |
| 8    | Herman Van Springel | M.I.C.-Ludo | s.t.    |
| 9    | Herman Vrijders     | M.I.C.-Ludo | s.t.    |
| 10   | Michel Périn        | Gan-Mercier | s.t.    |